# Pseudopanurgus parvus
Pseudopanurgus parvus är en biart som först beskrevs av Robertson 1892.  Pseudopanurgus parvus ingår i släktet Pseudopanurgus och familjen grävbin. Inga underarter finns listade i Catalogue of Life.